# Smidtia sepium
Smidtia sepium är en tvåvingeart som beskrevs av Robineau-desvoidy 1863. Smidtia sepium ingår i släktet Smidtia och familjen parasitflugor.
Artens utbredningsområde är Frankrike. Inga underarter finns listade i Catalogue of Life.